# Lessona
Lessona är en ort och kommun i provinsen Biella i regionen Piemonte i Italien. Kommunen hade 2 724 invånare (2018).
Den 1 januari 2016 gick den tidigare kommunen Crosa samman med Lessona i en ny kommun med namnet Lessona.